# トライアングル (アイドルグループ)
トライアングル（TRIANGLE）は、かつて渡辺プロダクションに所属していた日本の女性アイドルグループ。

## 来歴
1977年、キャンディーズの解散表明後、キャンディーズジュニアの公募を行い、1200人の中から選ばれ、「キャンディーズの妹分」としてキャンディーズJrという名前で1977年10月結成されたが、熱狂的なキャンディーズファンの猛反発を受け、トライアングルに改名。
キャンディーズがレギュラー出演していた『8時だョ!全員集合』（TBS系）に、キャンディーズと共に出演するなど、この時期に結成された「女性3人アイドルグループ」の中では、もっともキャンディーズに近い扱いを受けていた。
キャンディーズが解散した1978年4月、CBS・ソニー（現：ソニー・ミュージックレーベルズ）から「トライアングル・ラブレター」でデビュー、スマッシュ・ヒットとなったものの、オリコンチャートの30位以内に入ったシングルはこの1枚にとどまった。
1981年1月31日解散。メンバーの加藤明恵は芸名を藤本あきと改名し、全員集合のアシスタントとして1985年の番組終了まで出演を続けた。後に脚本家・映画監督の君塚良一と結婚。また、メンバーであった小森みちこは、『あんねの子守唄』で女優デビューし、ニッポン放送『笑福亭鶴光のオールナイトニッポン』等でアシスタントなども務めた。上野真由美は解散後間もない当時は、『中部一周リクエストハイウェイ』（岐阜放送　1981年当時、毎週土曜日12:00 - 17:00）など地元・中京圏でラジオパーソナリティなど活動していた、また大塚も1981年にライオン奥様劇場でレギュラーを務めるなどソロ活動をしていた。

## メンバー
- ミッチ（本名：森光子。後の芸名：もりみつこ→小森みちこ。福島県いわき市出身）
- マミ（本名：上野真由美。後の芸名：上野マミ。愛知県名古屋市出身）
- アキ（本名：加藤明恵。後の芸名：藤本あき→ALALA→藤本あき。愛知県名古屋市出身。君塚良一夫人。1979年にクーコに代わって加入）

### 脱退メンバー
- クーコ（本名：大塚邦子。後の芸名：大塚くに子。東京都出身。1979年脱退）

## ディスコグラフィ
- 全てCBS・ソニーからリリースされた。

### シングル
| # | 発売日         | A/B面 | タイトル                       | 作詞              | 作曲       | 編曲     | 規格品番 |
| - | -------------- | ----- | ------------------------------ | ----------------- | ---------- | -------- | -------- |
| 1 | 1978年 4月21日 | A面   | トライアングル・ラブレター     | 島武実            | 穂口雄右   | 穂口雄右 | 06SH-285 |
| 1 | 1978年 4月21日 | B面   | 三色の虹                       | 島武実            | 穂口雄右   | 穂口雄右 | 06SH-285 |
| 2 | 1978年 7月21日 | A面   | 0のメルヘン                    | 島武実            | 穂口雄右   | 穂口雄右 | 06SH-360 |
| 2 | 1978年 7月21日 | B面   | ドリーミング                   | 島武実            | 穂口雄右   | 穂口雄右 | 06SH-360 |
| 3 | 1978年 10月1日 | A面   | キャプテンZAP                  | 島武実            | 穂口雄右   | 渡辺茂樹 | 06SH-399 |
| 3 | 1978年 10月1日 | B面   | タッチ・アウト                 | 島武実            | 穂口雄右   | 穂口雄右 | 06SH-399 |
| 4 | 1979年 2月25日 | A面   | ラブ・ロコモーション           | つのだひろ        | つのだひろ | 渡辺茂樹 | 06SH-451 |
| 4 | 1979年 2月25日 | B面   | 心のとどかぬラブレター         | 金森隆            | 金森隆     | 渡辺茂樹 | 06SH-451 |
| 5 | 1979年 9月21日 | A面   | 冬が近い                       | 伊藤薫            | 伊藤薫     | 渡辺茂樹 | 06SH-634 |
| 5 | 1979年 9月21日 | B面   | キャンパス・ロード             | 康珍化            | 馬飼野康二 | 渡辺茂樹 | 06SH-634 |
| 6 | 1980年 3月21日 | A面   | 本日晴天ナリ!                  | 伊藤薫 伊藤アキラ | 伊藤薫     | 渡辺茂樹 | 06SH-736 |
| 6 | 1980年 3月21日 | B面   | ウェット・ボーイ               | 伊藤アキラ        | 渡辺茂樹   | 渡辺茂樹 | 06SH-736 |
| 7 | 1980年 9月21日 | A面   | 恋はてっきりバ・ビ・ブ・ベ・ボ | 戸塚省三          | 戸塚省三   | 渡辺茂樹 | 07SH-857 |
| 7 | 1980年 9月21日 | B面   | ギャングが街にやって来た       | 康珍化            | 山本典広   | 山田直毅 | 07SH-857 |

### アルバム

#### ベスト・アルバム
- トライアングル シングル・コレクション - ウェイバックマシン（2008年1月30日アーカイブ分）（通販予約限定盤）

## CM出演
- ハウス食品工業「シャービック」
- 森永製菓「チョコメート」
- ライオン歯磨「エルパック」